# Decembrie 2010
Acest articol este generat integral pe baza informațiilor din articolul 2010 și este actualizat periodic de un robot.
 Editările făcute în articol vor fi șterse la următoarea actualizare! Dacă doriți să faceți modificări, editați articolul-sursă.

ianuarie -
februarie -
martie -
aprilie -
mai -
iunie -
iulie -
august -
septembrie -
octombrie -
noiembrie -
decembrie
Decembrie 2010 a fost a douăsprezecea lună a anului și a început într-o zi de miercuri.

## Evenimente

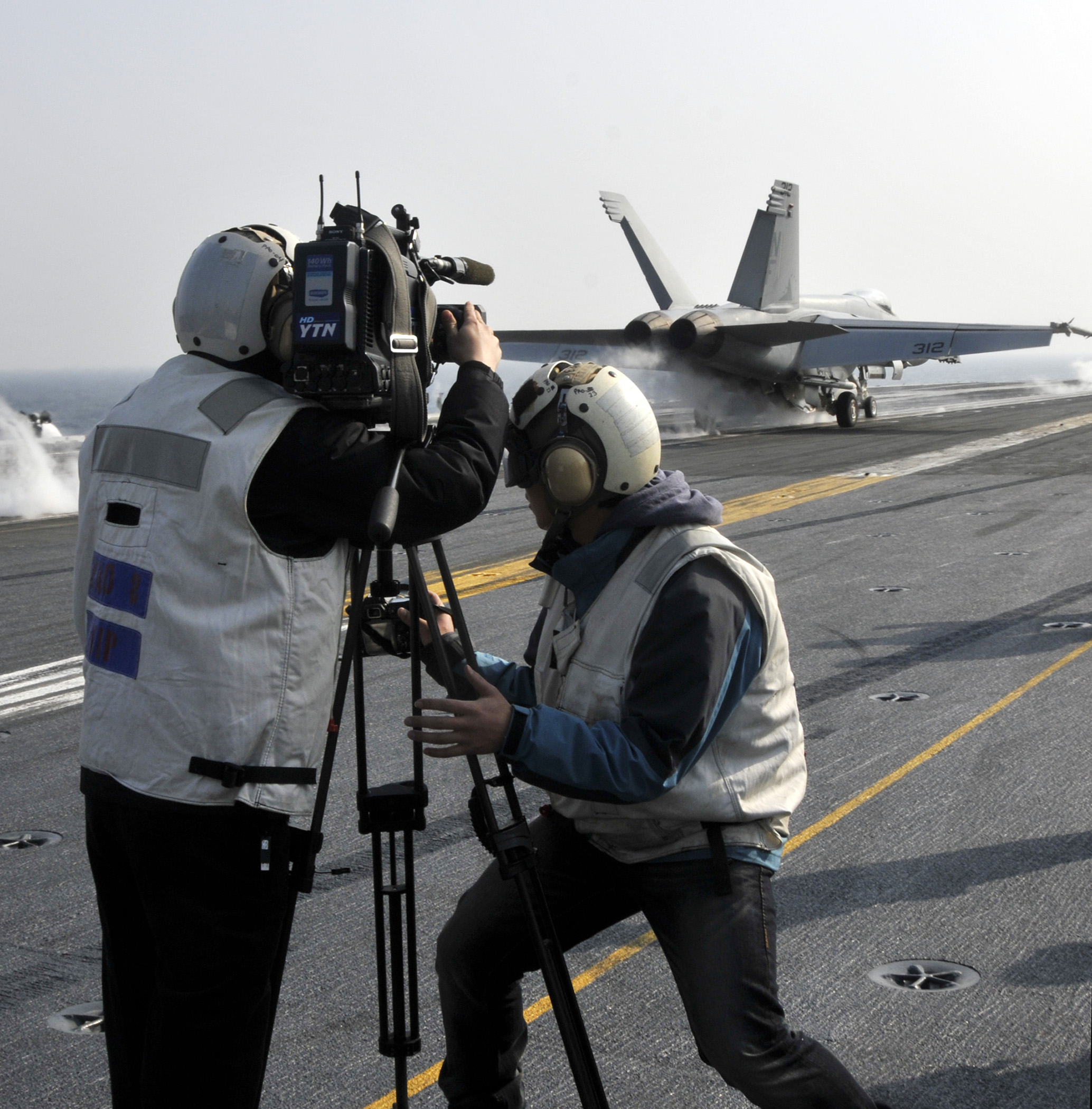
Coreea de Nord a tras mai multe obuze de artilerie peste granița sa de vest, dintre care o parte a lovit insulă sud-coreeană, Yeonpyeong

- 2 decembrie: NASA anunță descoperirea unei bacterii care supraviețuiește în arsenic.[1]
- 5 decembrie: Are loc finala Cupei Davis 2010. Serbia a învins Franța și a obținut primul său titlu.
- 10 decembrie: Președintele comitetului Nobel, Thorbjoern Jagland, a așezat diploma și medalia Premiului Nobel pentru Pace pe scaunul gol al laureatului, disidentul chinez Liu Xiaobo, aflat în închisoare în China.[2]
- 15 decembrie: Oamenii de știință au autentificat rămășițele mumificate ale capului regelui Henric al IV-lea al Franței, descoperit în 2008 în posesia unui pensionar francez.[3]
- 15 decembrie: Fondatorul Facebook, Mark Zuckerberg, a fost desemnat "Omul Anului 2010" de către revista Time.[4]
- 16 decembrie: Revista Science a anunțat care este "Descoperirea științifică a anului 2010": crearea primei punți de legătură între universul cuantic (microcosmos) și cel vizibil, o reușită a fizicienilor americani.[5]
- 16 decembrie: Compania Națională Poșta Română (CNPR) fost amendată de Consiliul Concurenței cu 7,2% din cifra de afaceri a anului trecut, respectiv cu peste 24 milioane de euro. Acuzația adusă a fost de abuz de poziție dominantă.[6]
- 17 decembrie: Consilierii generali ai Capitalei au respins proiectul privind depunerea candidaturii municipiului București pentru găzduirea Jocurilor Olimpice de vară pentru 2020, pe care l-au catalogat ca fiind un "proiect futurist", "de nerealizat".
- 19 decembrie: Finala Campionatului European de Handbal Feminin din Danemarca/Norvegia este câștigată de echipa Norvegiei care învinge Suedia. Echipa României se clasează pe locul 3, prima medalie obținută la un Campionat European Feminin de Handbal.
- 21 decembrie: Are loc o eclipsă totală de lună vizibilă în vestul Europei, America Centrală și America de Nord. Este prima eclipsă totală de lună care are loc simultan cu solstițiu de iarnă din 1638. În timpul acestui fenomen rar, Luna a prezentat o culoare roz, arămie și chiar roșu sângeriu.[7]
- 21 decembrie: Milo Đukanović a demisionat din funcția de prim-ministru al Republicii Muntenegru.
- 23 decembrie: Sute de soldați sud coreeni, tancuri, elicoptere și avioane de luptă adunate la 12 mile de granița cu Coreea de Nord au terminat cele mai ample exerciții militare pe timp de iarnă, din istorie. Coreea de Nord amenință că este pregătită să folosească bomba nucleară într-un "război sfânt" împotriva Coreei de Sud.
- 23 decembrie: În România, un om pe nume Adrian Sobaru, se aruncă de la balconul interior al Parlamentului în semn de protest.

## Decese
- 1 decembrie: Berlenti Abdul Hamid, 75 ani, actriță egipteană (n. 1935)
- 3 decembrie: Vasil Barladeanu, 68 ani, istoric de artă, poet, jurnalist, politician și românist ucrainean (n. 1942)
- 5 decembrie: Gheorghe Enoiu, 83 ani, colonel român în cadrul DSS (n. 1927)
- 5 decembrie: Constantin Popovici, 86 ani, academician din R. Moldova (n. 1924)
- 5 decembrie: Constantin Popovici, academician moldovean (n. 1924)
- 10 decembrie: Gheorghe Ciompec, 78 ani, profesor universitar român (n. 1932)
- 10 decembrie: John Bennett Fenn, 93 ani, chimist american, laureat al Premiului Nobel (2002), (n. 1917)
- 13 decembrie: Claude B. Levenson, 72 ani, jurnalistă, scriitoare, traducătoare și sinologă franceză (n. 1938)
- 15 decembrie: Blake Edwards (n. William Blake Crump), 88 ani, regizor, producător de filme și scenarist american (n. 1922)
- 17 decembrie: Captain Beefheart (n. Don Glen Vliet), 69 ani, muzician american (The Magic Band), (n. 1941)
- 17 decembrie: Ciupi Rădulescu (n. Gheorghe Ciupercă), 80 ani, actor român (n. 1930)
- 17 decembrie: Luc Méloua, jurnalist francez (n. 1936)
- 18 decembrie: John Bukovsky (n. Ján Fukna), 86 ani, arhiepiscop romano-catolic american (n. 1924)
- 18 decembrie: Rodica Tapalagă, 71 ani, actriță română (n. 1939)
- 21 decembrie: Valeriu Gagiu, 72 ani, jurnalist din R. Moldova (n. 1938)
- 23 decembrie: Olga Porumbaru, 91 ani, actriță și artistă plastică americană de etnie română (n. 1919)
- 24 decembrie: Semion Șoihet, 79 ani, arhitect sovietic din R. Moldova (n. 1931)
- 25 decembrie: Carlos Andrés Pérez Rodriguez, 88 ani, președinte al Venezuelei (1974-1979 și 1989-1993), (n. 1922)
- 26 decembrie: Albert Ghiorso, 95 ani, fizician american (n. 1915)
- 27 decembrie: Tudor Cataraga, 54 ani, artist plastic din R. Moldova (n. 1956)
- 27 decembrie: Aurelian Mortoiu, 79 ani, general român în cadrul DSS (n. 1931)
- 28 decembrie: Hideko Takamine, 86 ani, actriță japoneză (n. 1924)
- 30 decembrie: Bobby Farrell (n. Roberto Alfonso Farrell), 61 ani, cântăreț și dansator neerlandez (Boney M), (n. 1949)
- 31 decembrie: Per Oscarsson (n. Per Oscar Heinrich Oscarsson), 83 ani, actor suedez (n. 1927)